# Nemanja Nedović

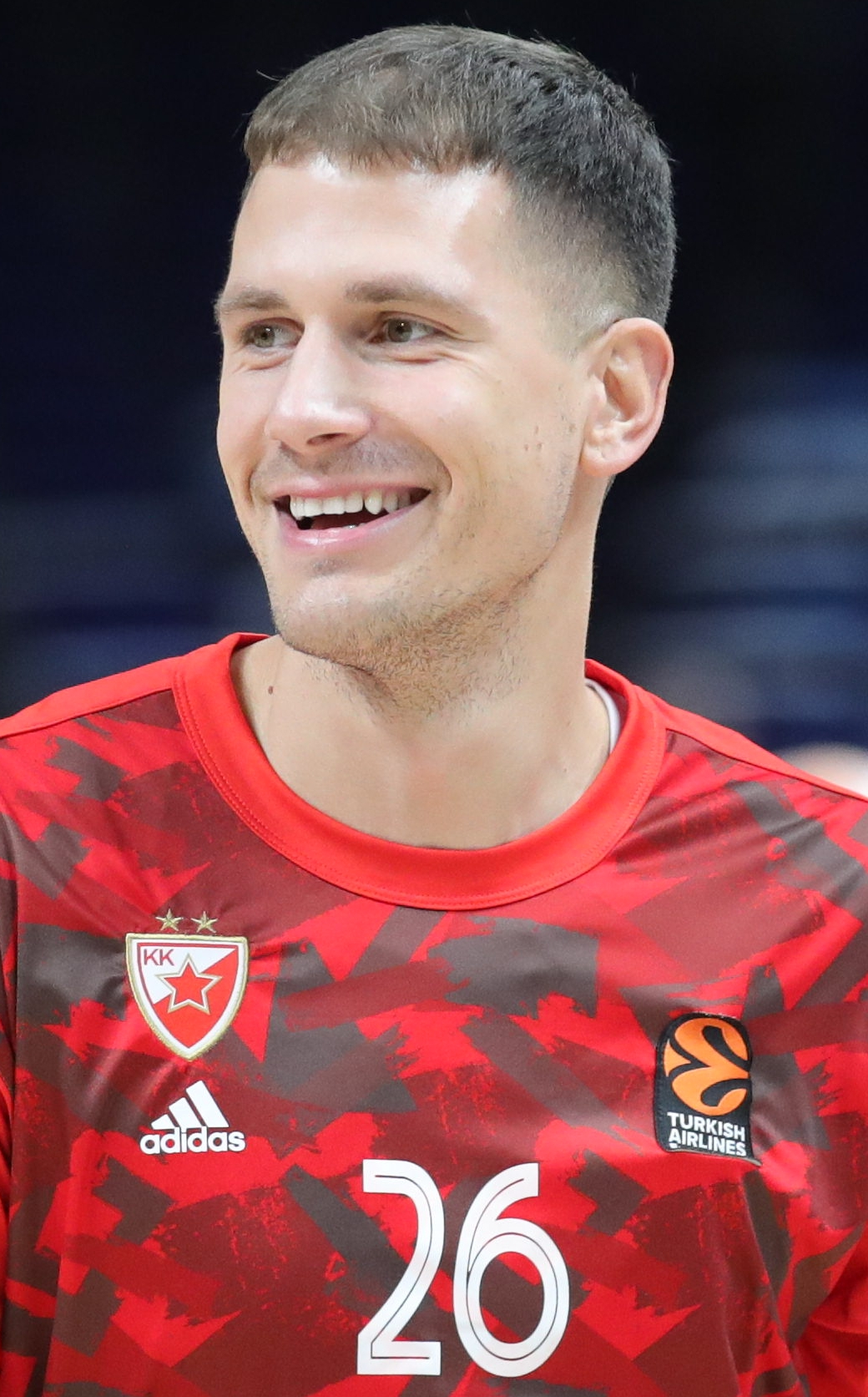
Nemanja Nedović, 2022

Nemanja Nedović, född 16 juni 1991 i Nova Varoš, är en serbisk basketspelare. Han blev olympisk silvermedaljör i basket vid sommarspelen 2016 i Rio de Janeiro.